# Аскарик
Аска́рик (лат. Ascaricus) — предводитель франков в IV веке.
Константин Великий пошёл походом на франков на Рейне и победил Аскарика в 306 или 307 году. О времени этих событий сложно судить точнее: известно лишь, что это произошло после смерти отца Константина Констанция I в июле 306 года и до появления панегирика 307 года, в котором, в отличие от панегирика 310 года, никаких имён не указано.
Вместе с Аскариком в плен был взят франкский король Мерогей. Их обоих бросили на растерзание диким животным в амфитеатре в Августе Треверорум (современный Трир). Немецкий историк Александр Демандт предполагает, что в амфитеатре содержали скорее медведей, чем львов, достать которых было сложно, а содержать — накладно. О казни франкских вождей сообщается в анонимном панегирике Константину 310 года, в котором указаны имена обоих. О казни без указания имён также сообщал Евтропий в «Бревиарии от основания города». Эпизод в амфитеатре также упоминается Назарием.
Иных сведений об Аскарике фактически не сохранилось. Возможно, он происходил из племени бруктеров. Согласно панегирику 310 года, франки нарушили договор с Римом и, воспользовавшись кончиной Констанция I в 306 году, вторглись на римские земли. Благодаря обнаруженным монетам, можно предположить, что они дошли до Соммы. Константин остановил их на обратном пути к Рейну и впоследствии пошёл на франков походом, из мести разорив их земли. Победа императора Константина в первом самостоятельном походе всячески превозносилась в пропагандистских целях.